# ليونيل جوسبان
ليونيل جوسبان (بالفرنسية: Lionel Jospin)‏ سياسي اشتراكي فرنسي ولد في 12 يوليو 1937 بمودون (Meudon). تولى رئاسة الوزراء من 1997 إلى 2002 وترشّح للانتخابات الرائاسية سنة 2002 إلا أنه لم يستطع أن يتأهّل للدورة ثانية إذ أحرز جان ماري لوبان المركز الثاني وراء جاك شيراك مما فاجأ جميع المراقبين. فأعلن جوسبين فورًا تقاعده النهائي عن الحياة السياسية.

## ميلاده ونشأته
ولد ليونيل لعائلة بروتستانتية في ميودون، إحدى ضواحي باريس، درس في معهد باريس للدراسات السياسة وÉcole nationale d'administration (ENA). كان ناشطا في الاتحاد الوطني لطلبة فرنسا، ومتظاهرا معارضا للحرب في الجزائر(1954-62).

## روابط خارجية
- ليونيل جوسبان على موقع IMDb (الإنجليزية)
- ليونيل جوسبان على موقع ميتاكريتيك (الإنجليزية)
- ليونيل جوسبان على موقع الموسوعة البريطانية (الإنجليزية)
- ليونيل جوسبان على موقع روتن توميتوز (الإنجليزية)
- ليونيل جوسبان على موقع مونزينجر (الألمانية)
- ليونيل جوسبان على موقع ألو سيني (الفرنسية)
- ليونيل جوسبان على موقع ميوزك برينز (الإنجليزية)
- ليونيل جوسبان على موقع أول موفي (الإنجليزية)
- ليونيل جوسبان على موقع إن إن دي بي (الإنجليزية)
- ليونيل جوسبان على موقع ديسكوغز (الإنجليزية)